# Tecelão-rabicurto
Tecelão-rabicurto  (Brachycope anomala) é uma espécie de ave da família Ploceidae. É a única espécie do género Brachycope.
Pode ser encontrada nos seguintes países: Camarões, República Centro-Africana, República do Congo e República Democrática do Congo.